# Beatriz Pécker Pérez de Lama
Beatriz Pécker Pérez de Lama (Madrid, 15 de juny de 1955) és una periodista espanyola. Filla del també periodista José Luis Pecker, la seva carrera ha estat estretament vinculada als mitjans de comunicació públics a Espanya, tant en ràdio com en televisió. La seva mare va ser Matilde Pérez de Lama.
Va ingressar a Radiotelevisión Española el 1977. Els seus primers passos els va fer a RNE, tant a Radio 1 com a Radio 3, on va conduir diferents espais musicals i culturals: Caravana de amigos, La Barraca, Estudio 15-17, La música del texto (1982), La tarde de todos (1985), Clásicos Populares, Al día, Don Domingo, La tarde en directo (1993), Clave de sol, Los dioses de la aventura, Fiebre del sábado (1994-2006) o La plaza (2006-2007).
Entre 1988 i 1992 el seu rostre es va fer popular quan s'aventura en la direcció i presentació primer del programa Música golfa i uns mesos després de l'espai de música jove de TVE Rockopop. Més endavant, entre 1997 i 2004, va col·laborar al programa cultural La Mandrágora. Des d'aquest any, a més, va prendre el testimoni de José Luis Uribarri en la transmissió anual del Festival de la Cançó d'Eurovisió, que va retransmetre els anys 1987, 1988, 2004, 2005, 2006 i 2007. També va ser comentarista d'Eurovisió Júnior 2005 per a Espanya.
Entre 1997 i 1998 va ser sotsdirectora de RNE i el 2003 va ser nomenada directora de Radio 3 de RNE, càrrec que va ocupar fins a 2004. El 2005 va ser guardonada amb el Micròfon d'Or. El 2007 va formar part del jurat del concurs de TVE, Lluvia de Estrellas. El 24 d'agost d'aquest any es va acollir a l'expedient de regulació d'ocupació prevista per als treballadors de RTVE, i va abandonar la cadena pública. A partir del 14 de setembre de 2008 va tornar a aparèixer en televisió com a contertuliana al programa España en la memoria d'Intereconomía TV.